# Otacanthus azureus
Otacanthus azureus là một loài thực vật có hoa trong họ Mã đề. Loài này được (Linden) Ronse mô tả khoa học đầu tiên năm 2001.